# Chè sốp
Chè sốp hay trà hoa Chevalier (danh pháp khoa học: Camellia fleuryi) là loài thực vật thuộc họ Chè (Theaceae). Đây là loài đặc hữu của Việt Nam, mới gặp ở huyện Diên Khánh, tỉnh Khánh Hòa.
Chè sốp là cây thân gỗ nhỏ. Lá hình thuôn, dài 8 – 11 cm, rộng 3 - 5,4 cm, mỏng, không lông. Hoa màu vàng, quả hình cầu, dẹt ở hai đầu.
Cây mọc rải rác trong rừng rậm nhiệt đới thường xanh mưa mùa ẩm, ở độ cao 800 - 1.000 m. Cây có thể trồng làm cảnh, hạt có thể cho dầu.